# 사랑과 분노
사랑과 분노(Amore E rabbia, Love And Anger)는 프랑스에서 제작된 장 뤽 고다르 감독의 1969년 영화이다. 톰 베이커 등이 주연으로 출연하였고 카를로 리차니 등이 제작에 참여하였다.

## 출연

### 주연
- 톰 베이커
- 줄리안 벡

### 조연
- 주디스 말리나
- 니네토 다볼리
- 알도 푸그리시
- 니노 카스텔누오보
- 카트린 주르당
- 마르코 벨로치오

## 제작진
- 미술: 미모 스카비아